# Dino Pita

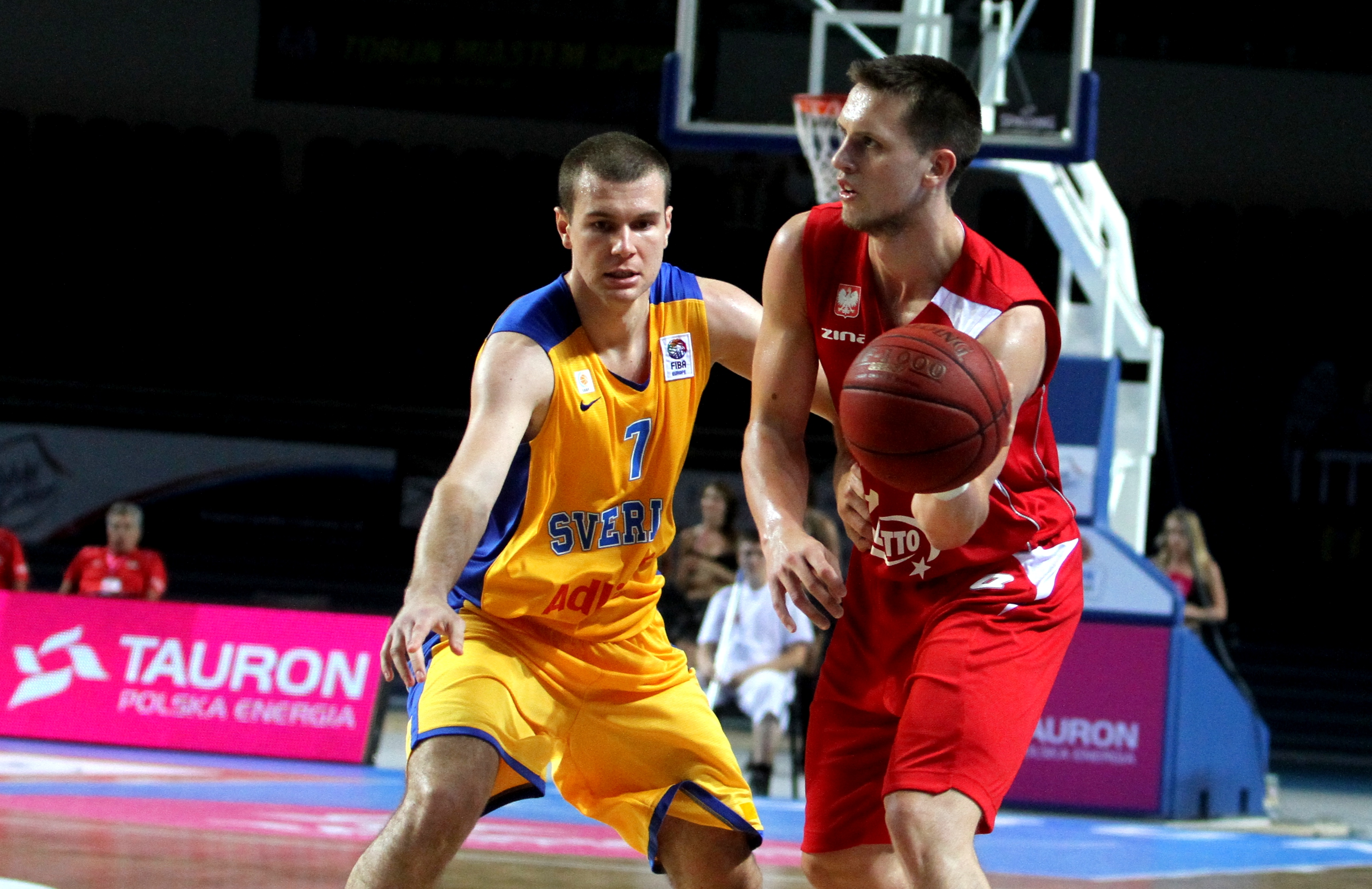

Dino Pita, född 20 september 1988 i Bosnien och Hercegovina, Jugoslavien, är en svensk basketspelare i  Södertälje BBK. 
Pita började i SBBK:s studieverksamhet och är nu guard i Södertälje Kings. Han deltog i EM med U20-landslaget 2007, 2008 och hade Svenska Basketligans bästa straffprocent på 89,23% i 2009/2010 års grundserie. Vid en 3-poängstävling i Södertälje Kings 5 januari 2010 satte han 37 treor i rad.